# III. Budapester Bezirk
Der III. Bezirk der ungarischen Hauptstadt Budapest (ungarisch Budapest III. kerülete) wird auch Óbuda-Békásmegyer genannt und liegt im westlich der Donau gelegenen Budaer Stadtteil von Budapest, im Norden des Stadtgebiets. 

## Geschichte
Schon Siedlungsgebiete der Steinzeit sind in Óbuda zu finden. Die Römer gründeten hier die Stadt Aquincum, die Hauptstadt der Provinz Pannonia, die schon damals berühmt für ihre Bäder und Heilquellen war. Die Magyaren, also die Ungarn, besetzten bei ihrer Landnahme um 900 das Pannonische Becken und errichteten hier eine wichtige Siedlung, die der spätere König Béla IV. nach den Mongolenangriffen 1241 und 1242 zur Hauptstadt des Königreiches erhob. Bis zum Dezember 1849 war Óbuda (deutsch Alt-Ofen oder Alt-Buda) eine selbständige Stadt, wurde dann aber administrativ und steuerlich in die Stadt Buda (deutsch Ofen) eingegliedert. Mit der Vereinigung von Buda mit Pest zu Budapest am 17. November 1873 wurde auch Óbuda Teil der neu gegründeten Hauptstadt. Im Rahmen der Verwaltungsreform von 1950 wurde die Gemeinde Békásmegyer (deutsch Krottendorf) dem dritten Bezirk angeschlossen.

## Sehenswürdigkeiten
Den Mittelpunkt der ehemaligen Stadt bildet der Fő Tér, der Óbudaer Rathausmarkt, der noch heute fast geschlossen von Altbauten umstanden ist. Hier liegt auch das Schloss der Grafen Zichy, denen Óbuda nach der Vertreibung der Osmanen lange gehörte, sowie die Synagoge von Óbuda.

## Stadtteile
Aquincum, Aranyhegy, Békásmegyer, Csillaghegy, Csúcshegy, Filatorigát, Hármashatárhegy, Kaszásdűlő, Mátyáshegy, Mocsárosdűlő, Óbuda, Óbudai-sziget, Remetehegy, Rómaifürdő, Római-part, Solymárvölgy, Táborhegy, Testvérhegy, Törökkő, Újlak, Ürömhegy

## Bildung
Die große Bevölkerungszahl des Bezirks bedeutet, dass es in der Region viele Bildungseinrichtungen gibt.

### Universitäten
- Milton Friedman Egyetem
- Óbuda-Universität

### Gymnasien
- Alternatív Közgazdasági Gimnázium (AKG)
- Árpád Gimnázium
- Kerék Általános Iskola és Gimnázium
- Kőrösi Csoma Sándor Két Tanítási Nyelvű Baptista Gimnázium
- Maimonidész Zsidó Gimnázium
- Óbudai Gimnázium
- Veres Péter Gimnázium

## Städtepartnerschaften
Der III. Bezirk pflegt partnerschaftliche Beziehungen mit folgenden Städten:
- Udine,  Italien
- Miercurea Ciuc,  Rumänien
- Staré Mesto (Košice),  Slowakei
- Bemowo, Warschau,  Polen
- Stirling,  Vereinigtes Königreich
- Billigheim,  Deutschland
- Sơn Tây, Hanoi,  Vietnam

## Galerie

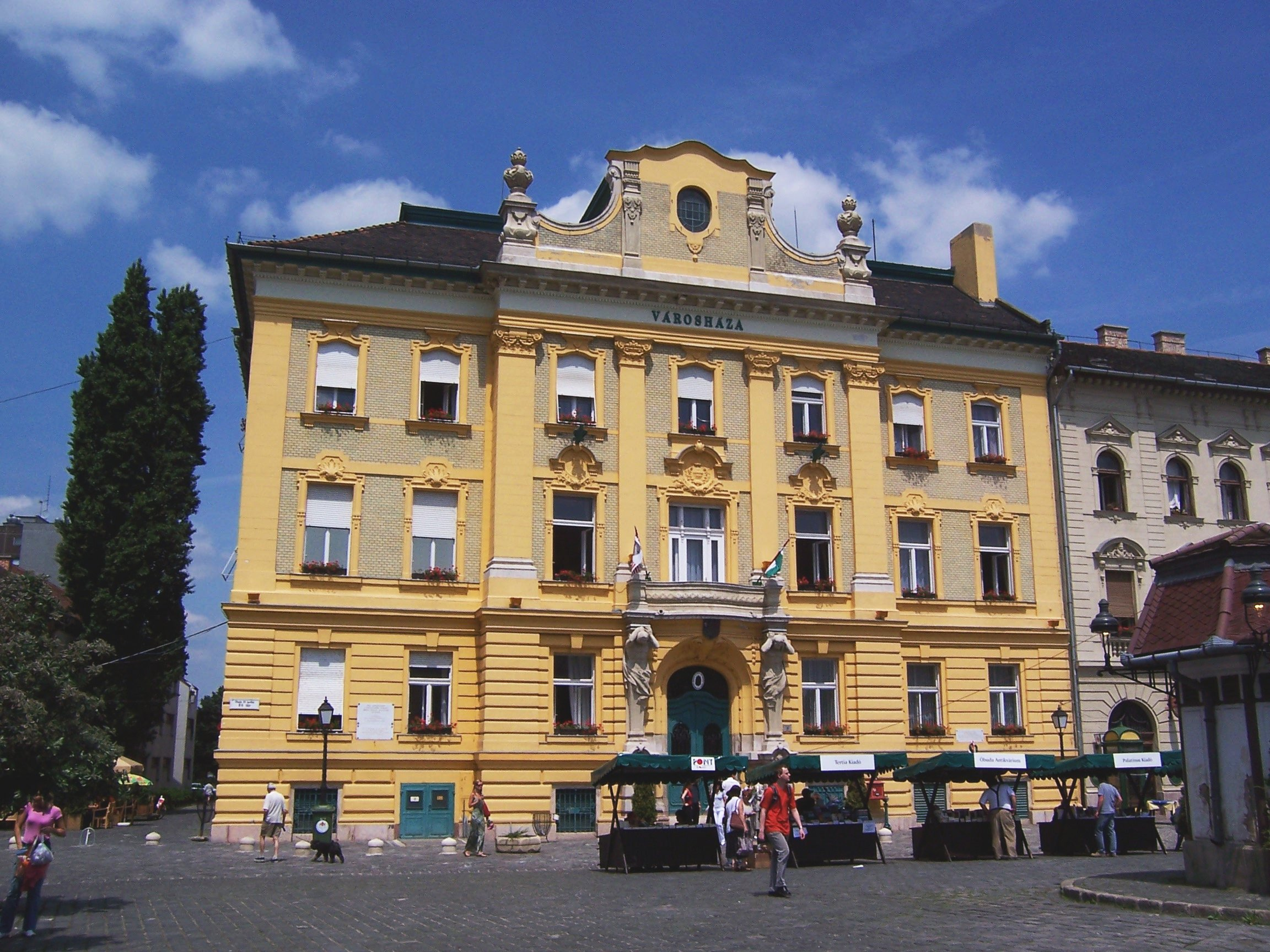
Rathaus von Óbuda
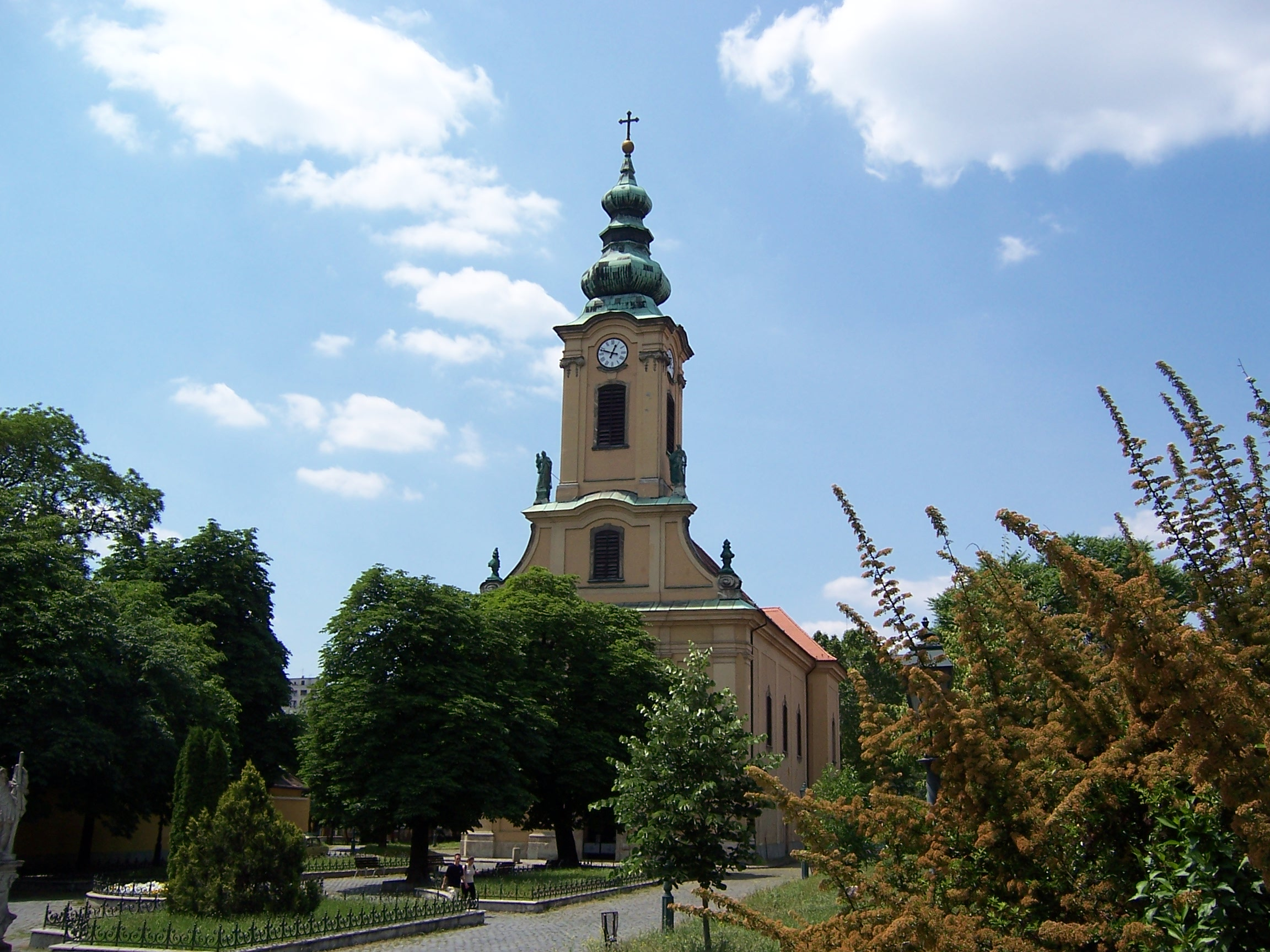
Peter-und-Paul-Kirche von Óbuda
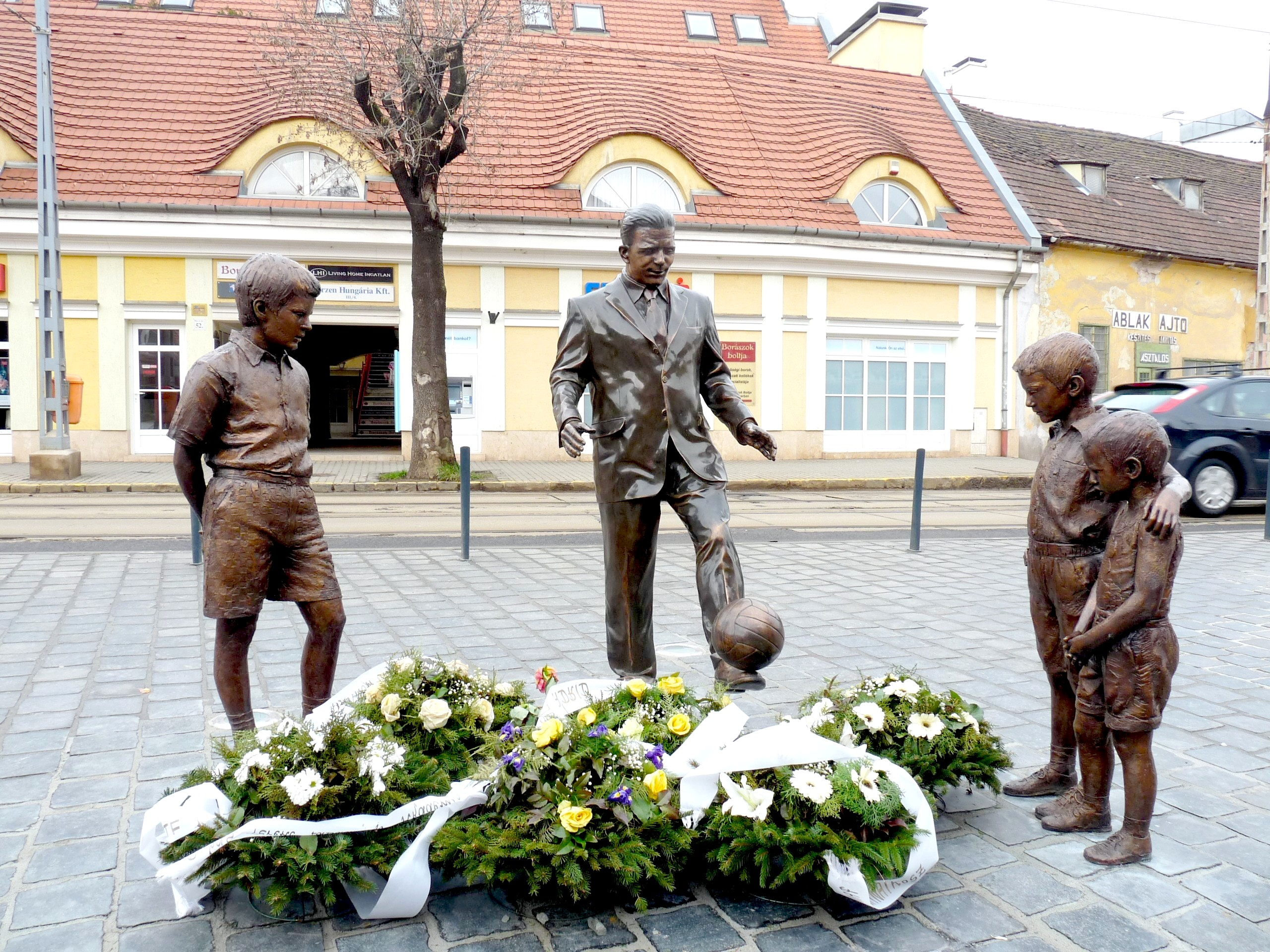
Ferenc-Puskás-Statue